# Queso de Évora

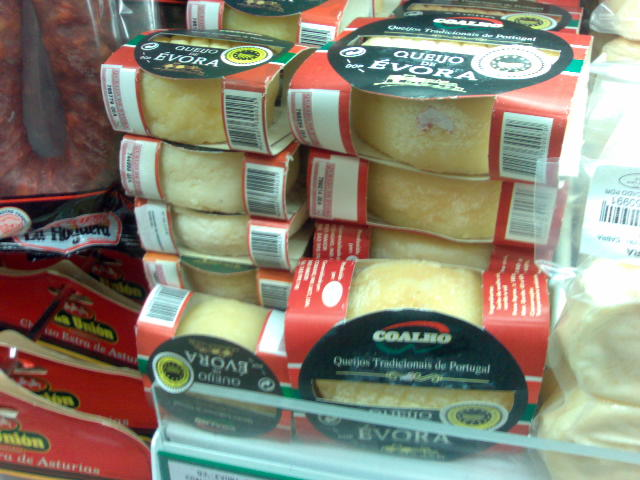
Queijo de Évora.

El Queijo de Évora es un queso portugués con denominación de origen protegida a nivel europeo.
Se trata de un queso de oveja producido en la región de Évora, capital del distrito de Évora y de la antigua provincia del Alto Alentejo, a unos 150km al este de Lisboa. Los subdistritos en los que se elabora son: Alandroal, Arraiolos, Avis, Borba, Estremoz, Évora, Fronteira, Montemor-o-Novo, Mora, Mourão, Portel, Redondo, Reguengos de Monsaraz, Sousel, Vendas Novas, Viana do Alentejo y Vila Viçosa.
Se coagula con cuajo vegetal de cardo (Cynara cardunculus L.). Tarda un 1 año en madurar. Es un pequeño queso con forma de disco de pasta dura de un peso medio de 100 a 150g. La corteza exterior es oscura. Tiene pocos o ningún agujero. Se desmigaja en láminas al cortarlo. Es bastante picante, fuerte y salado. Se les conoce igualmente con los nombres de queijinhos do Alentejo (pequeños quesos del Alentejo) y Evora De L'Alentejo. Se conservan en aceite de oliva.